# 드 로이스 유인원

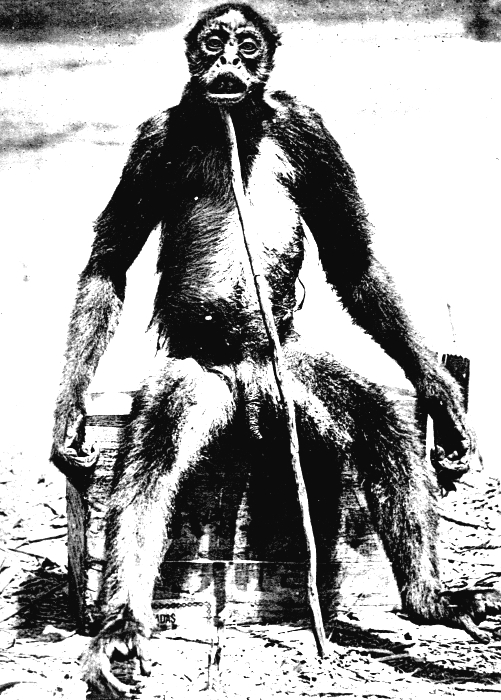

드로이스 유인원(De Loys' Ape)은 스위스의 지질탐험가 프랑수아 드 로이스가 남아메리카에서 발견했다고 주장한 유인원이다. 이 유인원의 실존에 관한 증거는 드 로이스의 증언과 드 로이스가 촬영한 사진 한 장 뿐이다. 한때는 신종으로 인정받아 아메란트로포이데스 로이시(Ameranthropoides loysi) 또는 아텔레스 로이시(Ateles loysi) 등의 학명이 제안되었으나, 오늘날에는 거미원숭이를 오동정했거나 고의적으로 조작한 것으로 여겨진다.